# Envío cruzado
El envío cruzado o crossposting es el acto consistente en enviar el mismo mensaje a diferentes foros, grupos de noticias, grupo de discusión, etc.
Su propósito es hacer llegar el mensaje al máximo número de personas en detrimento de la segmentación del público objetivo del mismo, mandando información de temas que no suelen estar relacionados con los debatidos en dichos foros o grupos.
El envío cruzado se considera una falta de respeto y un menosprecio hacia una mínima netiqueta. El envío cruzado excesivo multiplica el tráfico sin añadir nuevo contenido. En el caso extremo, si todos los mensajes se enviaran a todos los grupos, todos estos grupos se verían exactamente igual.
En el caso de las listas de correo provoca que cuando un receptor responde con la opción "responder a todos" envía la respuesta a todas las listas de correos que son referenciadas en el campo "Para:" ("To:") del mensaje, lo que enviará respuestas a varias personas y varias listas. Al enviarse la respuestas a listas en las que no se está subscrito puede ocurrir que ese mensaje se rechace o se acepte por el administrador de la lista con posterioridad, lo que provocan respuestas cruzadas y que los lectores de una lista lean unas respuestas y otras no sin poder seguir la lógica de la discusión.
- Datos: Q1141534